# Cantón de Grigny
El cantón de Grigny era una división administrativa francesa, que estaba situada en el departamento de Essonne y la región de Isla de Francia.

## Composición
El cantón estaba formado por la comuna que le daba su nombre:
- Grigny

## Supresión del cantón de Grigny
En aplicación del Decreto nº 2014-230 de 24 de febrero de 2014, el cantón de Grigny fue suprimido el 22 de marzo de 2015 y su comuna pasó a formar parte del nuevo cantón de Viry-Châtillon.